# Helleia perrettei
Helleia perrettei är en fjärilsart som beskrevs av Weiss 1977. Helleia perrettei ingår i släktet Helleia och familjen juvelvingar. Inga underarter finns listade i Catalogue of Life.